# Vaccinium yaoshanicum
Vaccinium yaoshanicum là một loài thực vật có hoa trong họ Thạch nam. Loài này được Sleumer miêu tả khoa học đầu tiên năm 1935.